# Brandenberg (Tyrolsko)
Brandenberg je obec v Rakousku ve spolkové zemi Tyrolsko v okrese Kufstein. První písemná zmínka o obci pochází z roku 1140. Žije zde přibližně 1 500 obyvatel.

## Památky
Farní kostel sv. Jiří